# Eusebio Bastida
Eusebio Bastida (Azpeitia, 1909 - Zarauz, 1986) fue un ciclista español, profesional entre los años 1928 y 1935.
Compitió tanto en ruta como en ciclocrós, siendo su título más destacado el de campeón de España de ciclocrós.

## Palmarés
1929
- Azpeitia
- 3.º en el Campeonato de España de Ciclocrós

1930
- Circuito de Éibar

1931
- San Sebastián-Tolosa-San Sebastián
- Vuelta al Valle de Leniz
- 1 etapa de la Vuelta a Levante
- Campeonato de España de Ciclocrós

1933
- Azkoitia, Circuito de Santa Cruz

## Equipos
- Unión Azpeitiana (1928)
- Lagun Onak (1929)
- Dilecta-Lagun Onak (1930)
- Lanuk Onak-Fortuna (1931)
- Unión de Irun-Orbea (1932-1935)